# 1188
سنة 1188 كانت سنة كبيسة تبدأ يوم الجمعة (الرابط يظهر نموذج التقويم الكامل للسنة) من التقويم اليولياني.

## أحداث
- 1 يناير: نهاية حصار صور والذي بدأ في 12 نوفمبر 1187.

## مواليد
- بلانكا من قشتالة.
- فرديناند (كونت فلاندرز).
- كيقباد الأول.

## وفيات
- أسامة بن منقذ.
- فرناندو الثاني ملك ليون.